# MTV Australia Video Music Awards 2006
Die zweite Ausgabe der MTV Australia Video Music Awards fand am 12. April 2006 in der Acer Arena, Sydney, New South Wales, Australien statt. Moderiert wurde die Veranstaltung von Ashlee Simpson. Gewinner des Abends war die Band The Veronicas, die zwei Awards erhielt. Am häufigsten nominiert wurde Madonna, die jedoch keinen Award erhielt.

## Gewinner und Nominierte
Die Gewinner sind in Fettschrift.

### Video of the Year
The Veronicas – 4ever
- Gorillaz – Feel Good Inc.
- Green Day – Wake Me Up When September Ends
- Madonna – Hung Up
- The Darkness – One Way Ticket

### Song of the Year
James Blunt – You’re Beautiful
- Ben Lee – Catch My Disease
- Bernard Fanning – Wish You Well
- Kanye West – Gold Digger
- Madonna – Hung Up

### Album of the Year
Bernard Fanning – Tea & Sympathy
- Ben Lee – Awake Is the New Sleep
- Coldplay – X&Y
- Foo Fighters – In Your Honor
- Madonna – Confessions on a Dance Floor

### Best Male Artist
Shannon Noll – Shine
- Bernard Fanning – Wish You Well
- James Blunt – You're Beautiful
- Kanye West – Gold Digger
- Robbie Williams – Trippin’

### Best Female Artist
Ashlee Simpson – Boyfriend
- Kelly Clarkson – Because of You
- Madonna – Hung Up
- Mariah Carey – Shake It Off
- Missy Higgins – The Special Two

### Best Group
Green Day – Wake Me Up When September Ends
- Foo Fighters – Best of You
- Gorillaz – Feel Good Inc.
- U2 – All Because of You
- Wolfmother – Mind’s Eye

### Spankin’ New Aussie Artist
The Veronicas – 4ever
- End of Fashion – O Yeah
- Kisschasy – Do-Do’s & Whoa-Oh’s
- Rogue Traders – Voodoo Child
- Wolfmother – Mind’s Eye

### Best Rock Video
The Darkness – One Way Ticket
- Foo Fighters – Best of You
- Green Day – Wake Me Up When September Ends
- Pete Murray – Class A
- Wolfmother – Mind’s Eye

### Best Pop Video
Ashlee Simpson – Boyfriend
- Anthony Callea – The Prayer
- Kelly Clarkson – Because of You
- Robbie Williams – Trippin’
- The Veronicas – 4ever

### Best Dance Video
Rogue Traders – Voodoo Child
- BodyRockers – I Like The Way (You Move)
- Madonna – Hung Up
- Mylo – Drop the Pressure
- Rihanna – Pon de Replay

### Best R&B Video
Chris Brown feat.  Juelz Santana – Run It!
- Jade MacRae – So Hot Right Now
- Mariah Carey – Shake It Off
- Mario – Let Me Love You
- Pussycat Dolls – Don’t Cha

### Best Hip Hop Video
Snoop Dogg feat. Pharrell – Drop It Like It’s Hot
- 50 Cent – Candy Shop
- The Black Eyed Peas – Don’t Phunk with My Heart
- Kanye West feat. Jamie Foxx – Gold Digger
- Savage feat. Akon – Moonshine

### Viewers Choice
Anthony Callea – The Prayer
- The Veronicas – 4ever

### Free Your Mind Award
- Peter Garrett

## Auftritte
- Ashlee Simpson – Boyfriend/L.O.V.E[1]
- Bernard Fanning – Wish You Well
- End of Fashion – O Yeah
- James Blunt – You’re Beautiful
- Lee Harding – Anything for You
- Rogue Traders – Watching You
- Savage feat. Scribe – Swing/Moonshine/They Don’t Know
- Shannon Noll – Shine
- The Darkness – One Way Ticket/I Believe in a Thing Called Love
- The Veronicas – When It All Falls Apart